# Comune distrettuale di Rokiškis
Il comune distrettuale di Rokiškis è uno dei 60 comuni della Lituania, situato nella regione dell'Aukštaitija.

## Amministrazione

### Centri principali
Così si configura la ripartizione dei distretti:   
- 3 capoluoghi (miestas) – Obeliai, Pandėlys e Rokiškis;
- 9 città di medie dimensioni (miestelis): Čedasai, Duokiškis, Juodupė, Jūžintai, Kamajai, Panemunėlis, Panemunis, Salos e Suvainiškis;
- 689 insediamenti minori.

Gli insediamenti più popolosi dell’area dimensioni maggiori (2001): 
- Rokiškis – 16746
- Juodupė – 2043
- Kavoliškis – 1428
- Obeliai – 1371
- Pandėlys – 1024
- Kamajai – 681
- Skemai – 678
- Bajorai – 671
- Panemunėlis – 646
- Laibgaliai – 503.

### Seniūnijos

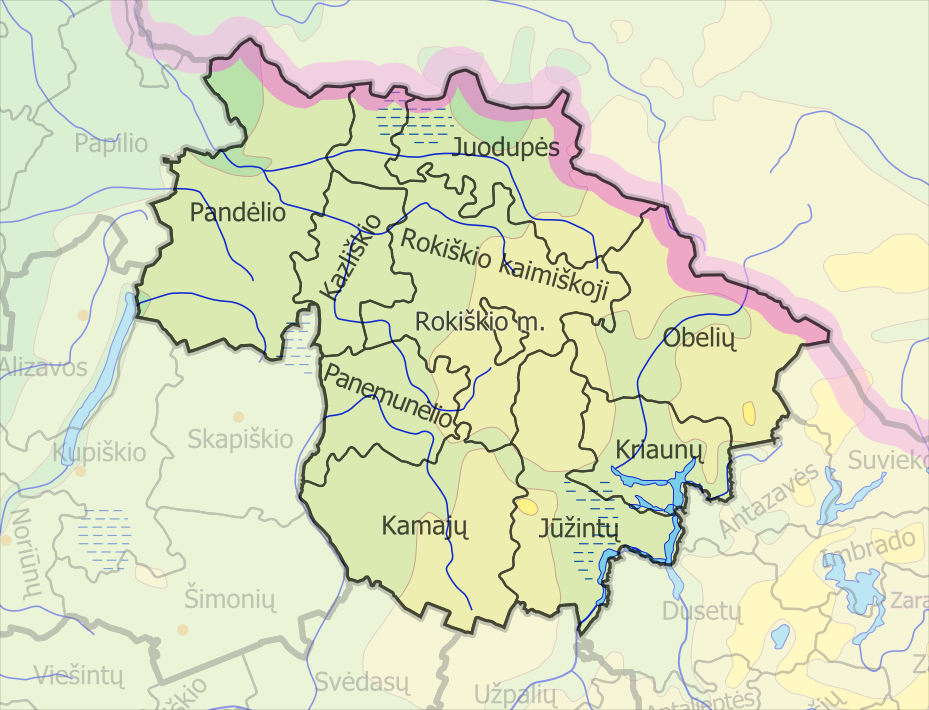
Suddivisioni delle seniūnijos

Il comune distrettuale di Rokiškis è formato da 10 seniūnijos. La principale è quella di Rokiškis:
- Juodupės seniūnija (Juodupė)
- Jūžintų seniūnija (Jūžintai)
- Kamajų seniūnija (Kamajai)
- Kazliškio seniūnija (Kazliškis)
- Kriaunų seniūnija (Kriaunos)
- Obelių seniūnija (Obeliai)
- Pandėlio seniūnija (Pandėlys)
- Panemunėlio seniūnija (Panemunėlio GS)
- Rokiškio kaimiškoji seniūnija (Rokiškis)
- Rokiškio miesto seniūnija (Rokiškis)

## Galleria d’immagini

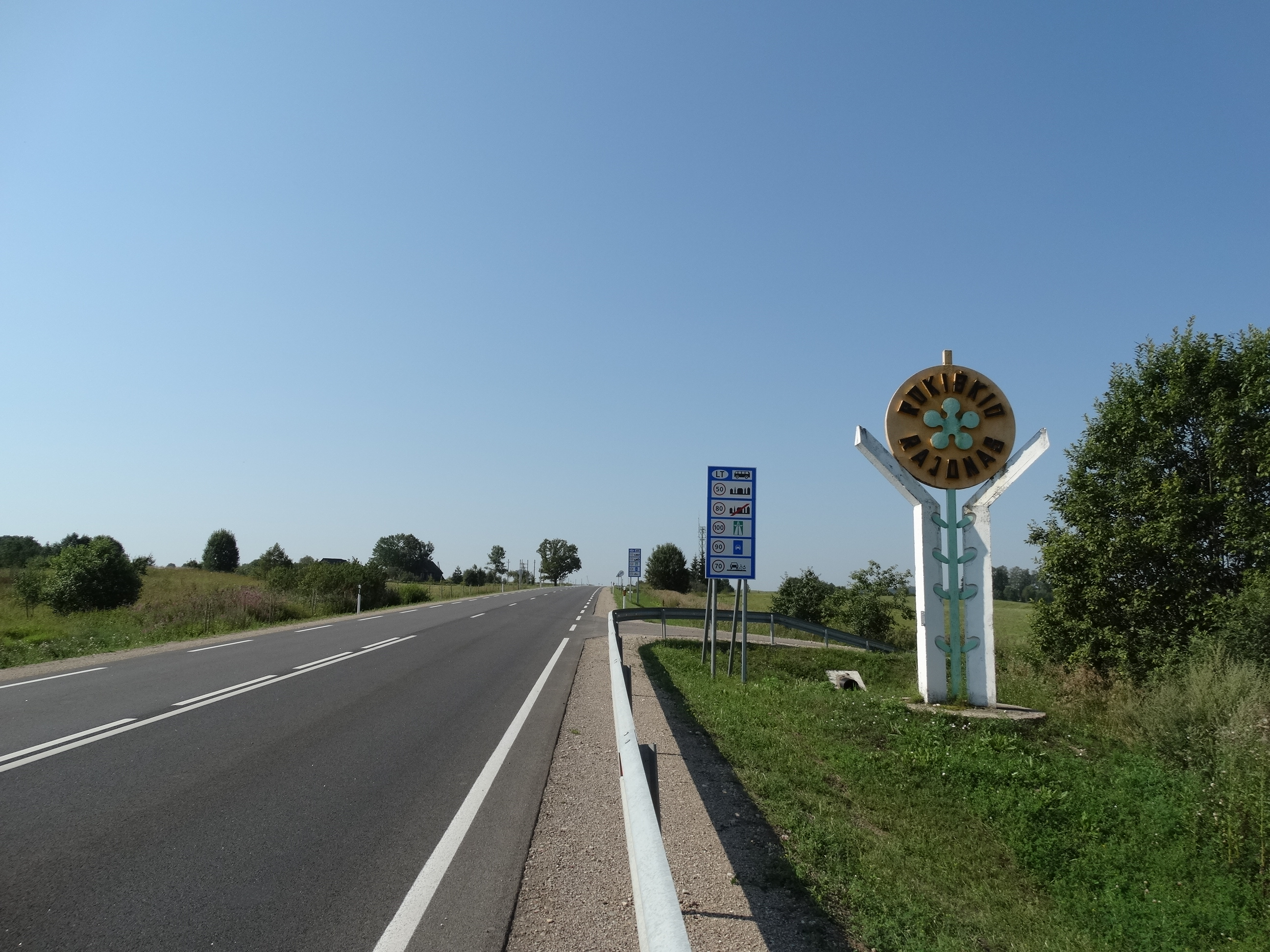
Strada che conduce a Subate, in Lettonia
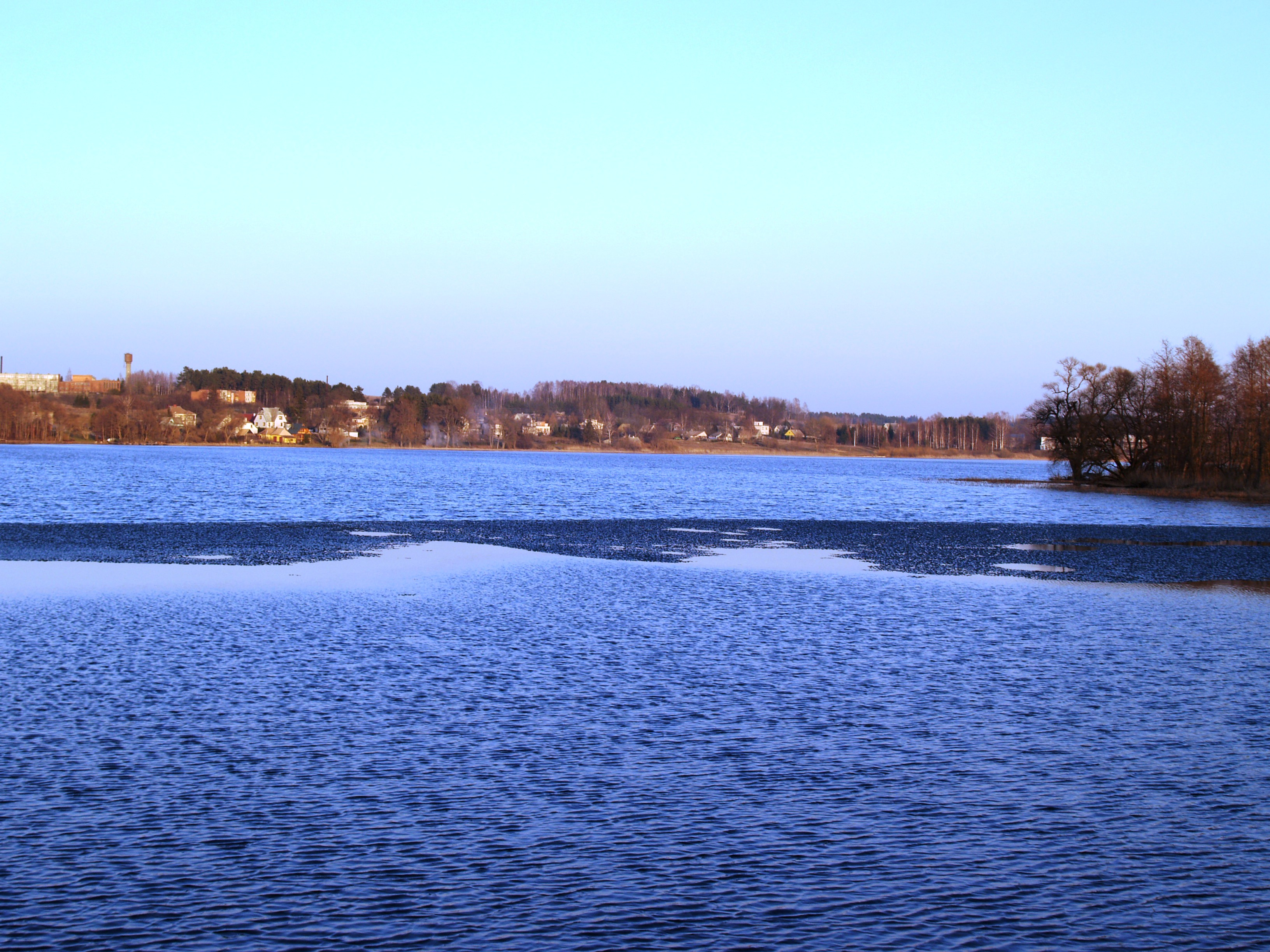
Lago Sartai
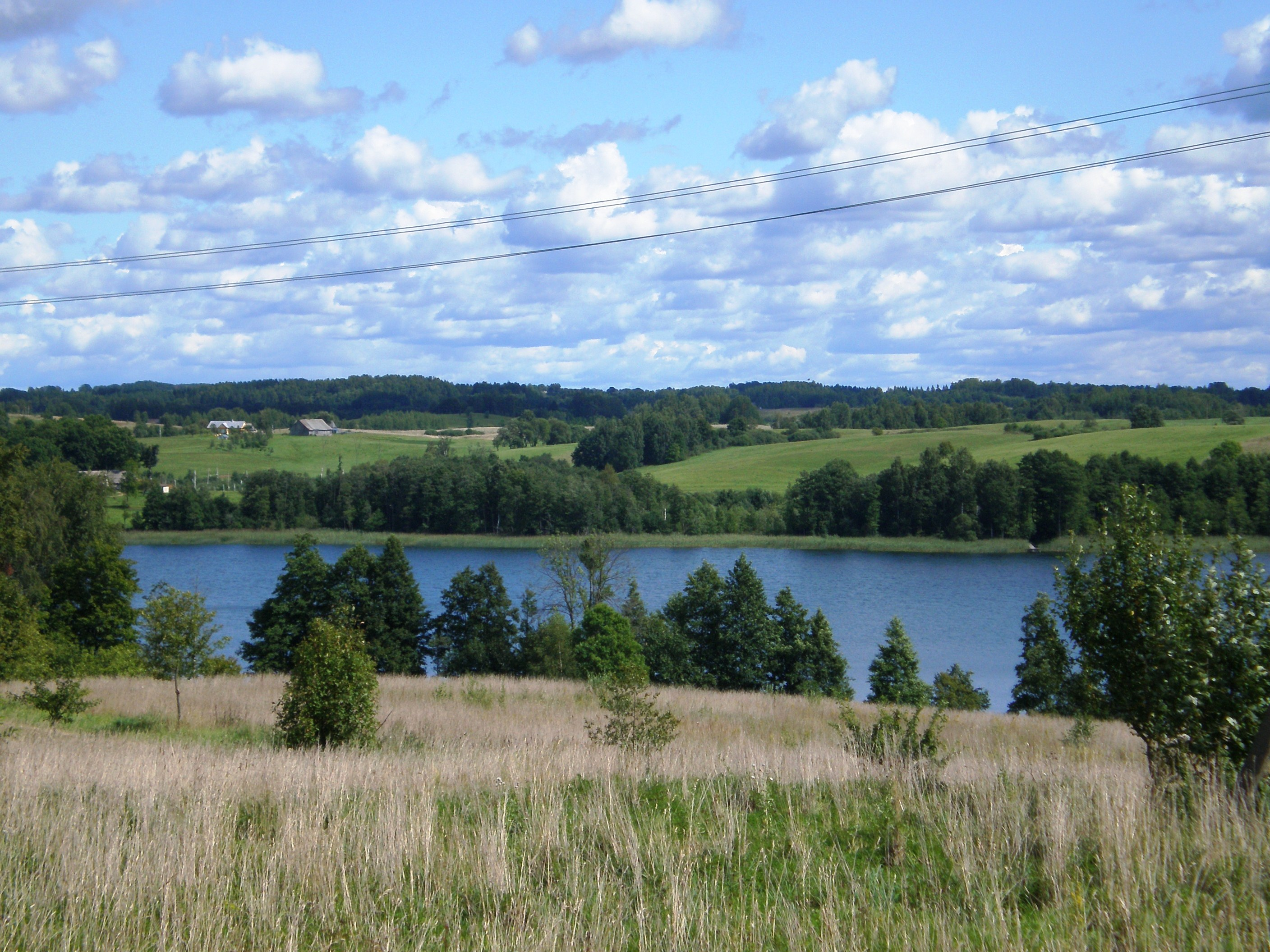
Lago Keležeris
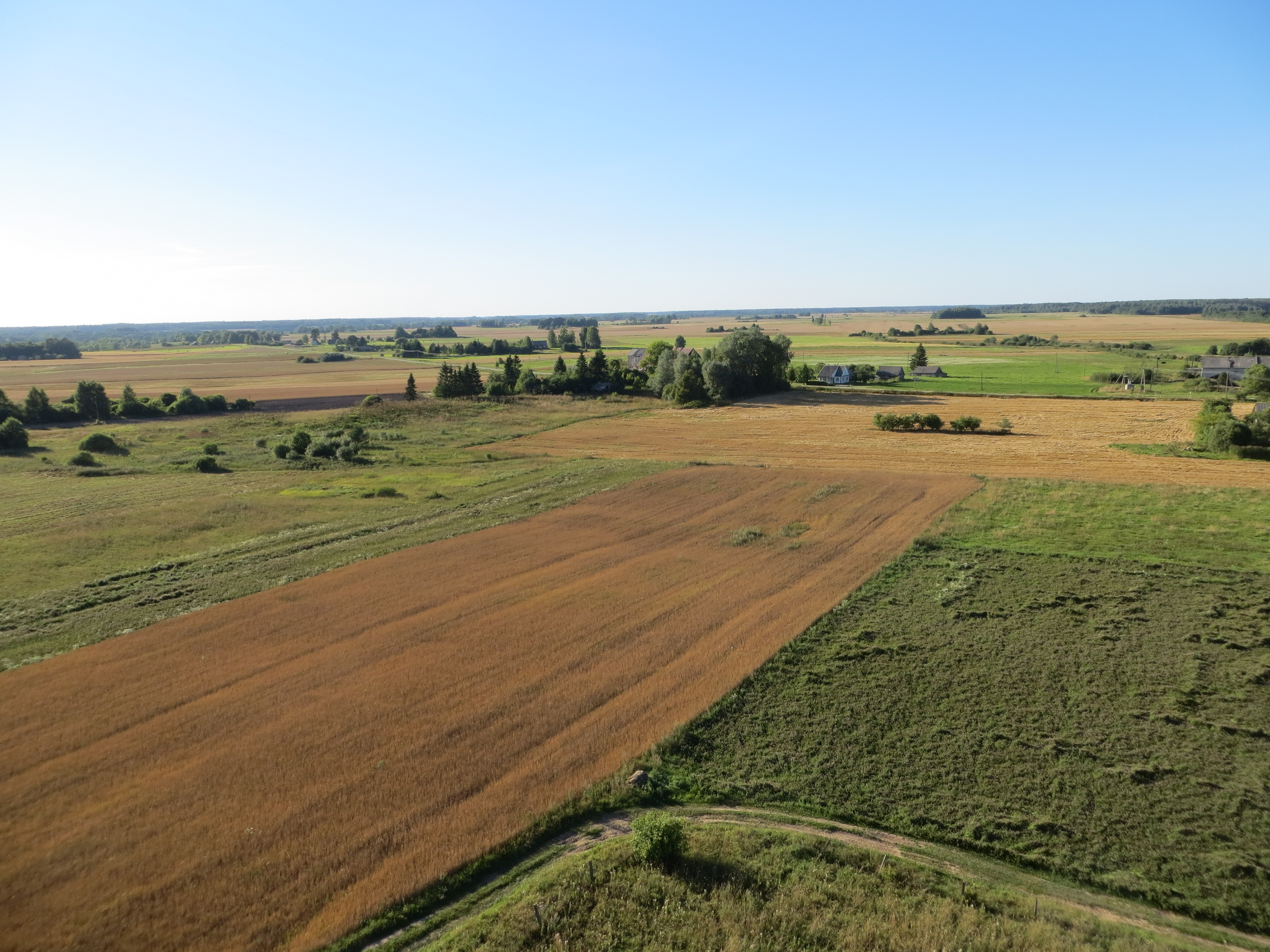
Paesaggio presso Kamajai
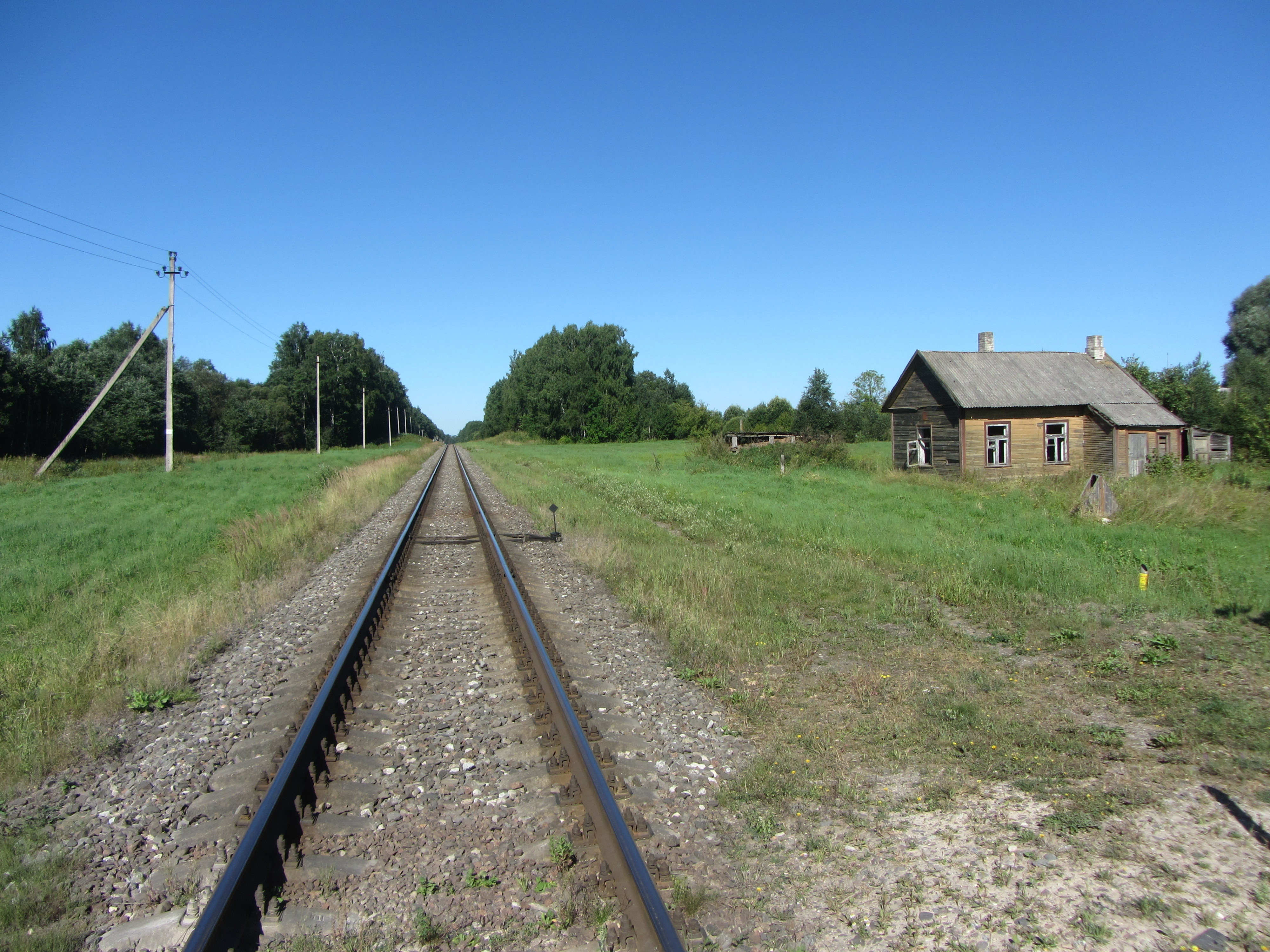
Tratta ferroviaria presso Obeliai ora dismessa